# Mistr Tucherova oltáře
Mistr Tucherova oltáře (aktivní kolem 1430-1450) je anonymní norimberský pozdně gotický malíř.

## Dílo

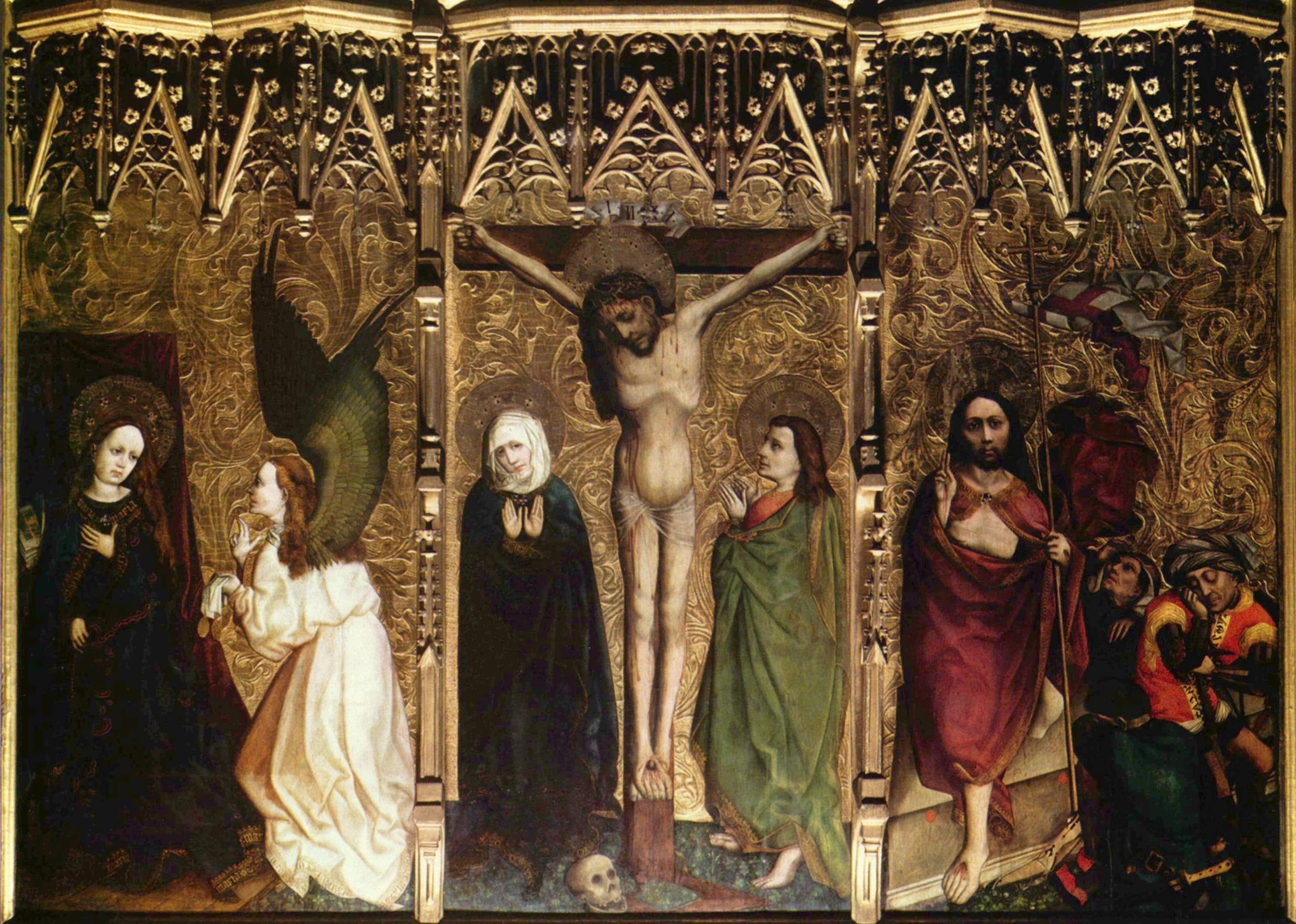
Mistr Tucherova oltáře, střední panel

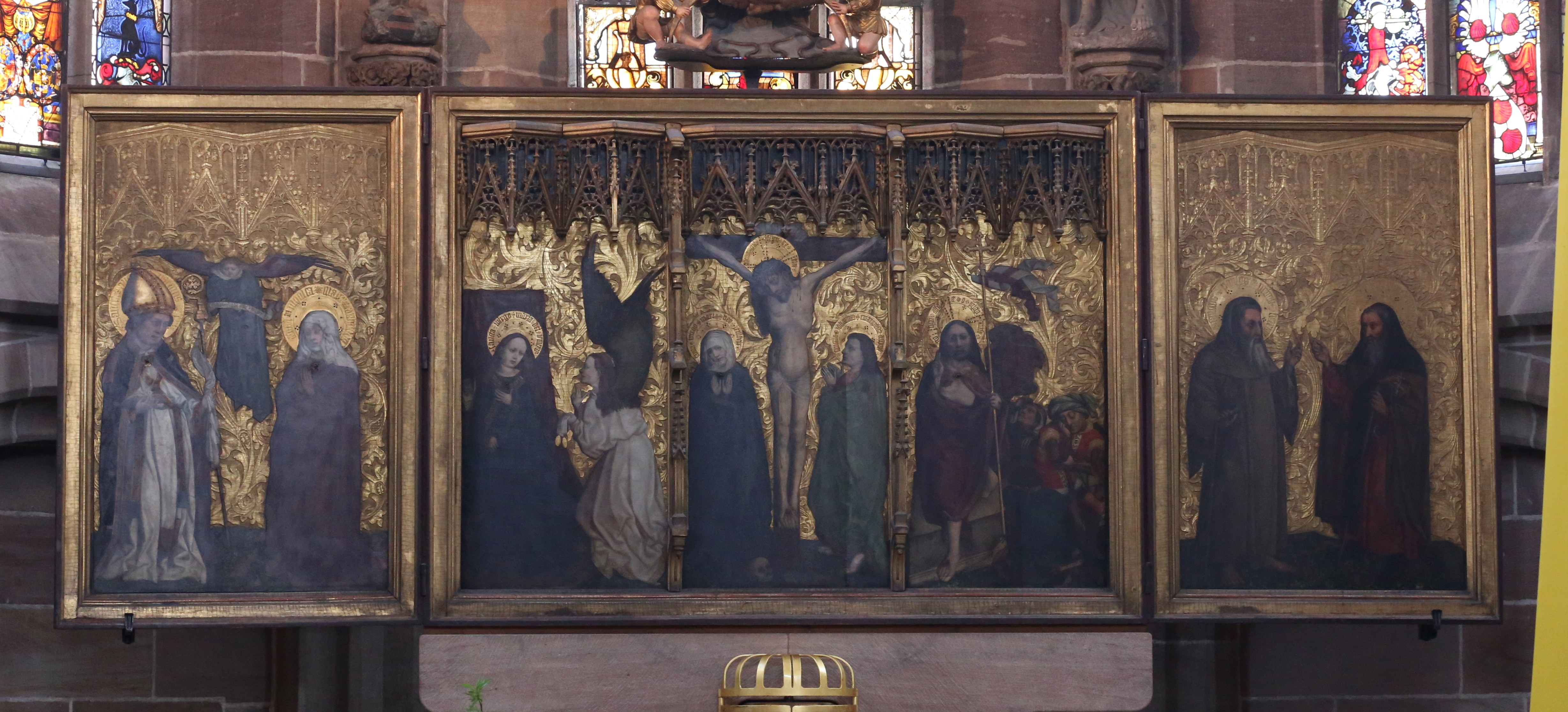
Otevřený oltář, Frauenkirche, Norimberk

Jméno malíře se vztahuje k oltáři, původně vytvořenému pro augustiniánský kostel v Norimberku, roku 1615 přemístěnému do norimberského kostela Kartäuserkirche a od 19. století ve Frauenkirche. Oltář před přemístěním dala restaurovat prominentní norimberská rodina Tucherů a odtud pochází i jeho název uváděný v literatuře.
Tucherův oltář je jedním z nejvýznamnějších deskových obrazů před Albrechtem Dürerem. Je dokladem o vlivu nizozemské malby na realistické zobrazení figur, ale neužívá ještě perspektivu. Detailně vypracované ornamentální zlacené pozadí a baldachýn zastává na obrazu jen dekorativní funkci. Postavy na centrálním panelu s Ukřižováním, který doprovází scény Zvěstování a Zmrtvýchvstání na křídlech oltáře, mají realistické a individualizované tváře, ale chybí jim plastičnost. Na doprovodných malbách s Viděním sv. Augustina jsou zátiší, která upomínají na dílo Barthélemy d'Eycka.
Albert Kutal uvádí, že nizozemský vliv na tvorbu pozdně gotických umělců v Čechách jako byl Mistr svatojiřského oltáře, zprostředkoval Norimberk, mezi jiným zřejmě tento autor. Josef Krása porovnává figury Tucherova oltáře s nástěnnými malbami v Chrámu sv. Barbory v Kutné Hoře. Podle Jiřího Fajta byla umělecká tvorba Norimberka v celé první třetině 15. století pod silným českým vlivem a Mistr Tucherova oltáře mohl převzít některé motivy od tvůrce Roudnického oltáře (1410-1420), jak je patrné ve scéně se Smrtí Panny Marie ze Spišského Štvrtka.
Současníky Mistra Tucherova oltáře byli Konrad Witz a Hans Multscher.

### Díla připisovaná autorovi
- Tucherův oltář, Frauenkirche, Norimberk
- Hallerův oltář, St. Sebald, Norimberk
- Ehenheimův Epitaf, St. Lorenz, Norimberk[4]
- Obřízka Krista, Suermondt-Ludwig Museum, Aachen [5]
- Madona s dítětem, Biblioteca Ambrosiana [6]
- Smrt nebo také Poslední modlitba Panny Marie, část oltáře, kolem r. 1450, Spišský Štvrtok[7][8]